# Cassida flaveola
Cassida flaveola là một loài bọ cánh cứng trong họ Chrysomelidae. Loài này được Thunberg miêu tả khoa học năm 1794.

## Hình ảnh

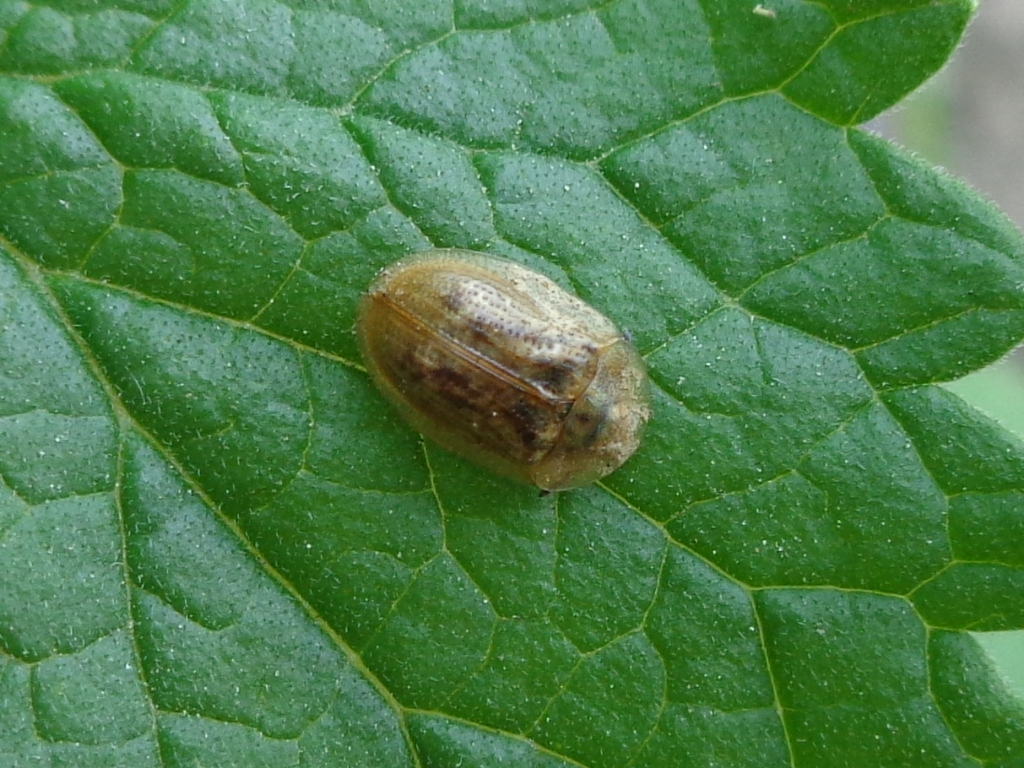
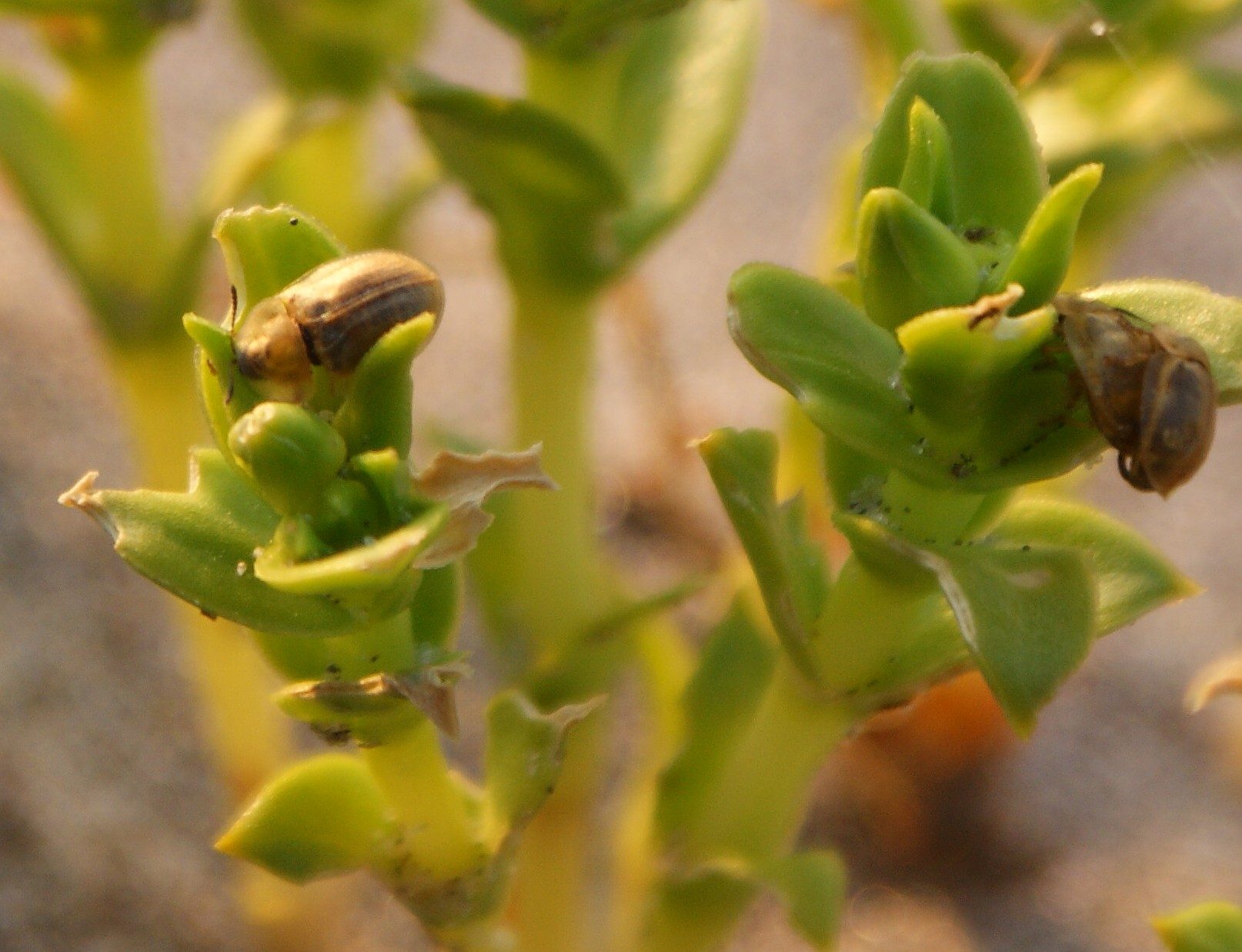